# (2966) Korsunia
(2966) Korsunia est un astéroïde de la ceinture principale.

## Description
(2966) Korsunia est un astéroïde de la ceinture principale. Il fut découvert le 13 mars 1977 à Naoutchnyï par Nikolaï Tchernykh. Il présente une orbite caractérisée par un demi-grand axe de 2,45 UA, une excentricité de 0,14 et une inclinaison de 2,5° par rapport à l'écliptique.

## Compléments